# Tải trọng công trình
Trong thiết kế xây dựng, tải trọng công trình hay chính xác hơn là tải trọng và tác động (tiếng Anh: loads and actions) là các tác động vào công trình xây dựng, dưới dạng lực (tải trọng), và các tác động khác không phải là lực như (chênh lệch nhiệt độ, biến dạng cưỡng bức).
- Tải trọng (loads) là các tác động, dưới dạng lực thật sự, từ bên ngoài đặt vào hay trọng lượng của bản thân kết cấu công trình, mà kết cấu công trình phải mang.
- Chênh lệch nhiệt độ giữa các phần của kết cấu, biến dạng cưỡng bức của các phần kết cấu tuy không phải là tác động dưới dạng lực nhưng chúng cũng là những dạng đặc biệt của tải trọng công trình, vì ảnh hưởng của chúng đến kết cấu công trình là như nhau: cùng làm cho kết cấu phát sinh ra nội lực kháng lại chúng.[cần dẫn nguồn]

## Phân loại tải trọng
Có nhiều loại lực tác động vào kết cấu công trình, ứng với mỗi loại là các loại tải trọng.

### Tải trọng tĩnh
Tải trọng tĩnh là lực đặt tĩnh tại trong suốt quá trình làm việc của kết cấu, nằm ở trên, hay bên trong (tức trọng lực của chính kết cấu), của kết cấu công trình.
Ví dụ:
- Trọng lượng của các lớp hoàn thiện (trát, lát,...) cùng trọng lượng của bản thân kết cấu sàn bê tông cốt thép, là tĩnh tải tác dụng lên kết cấu sàn bê tông cốt thép.
- Trọng lượng của bê tông cốt thép sàn cùng trọng lượng của hệ khuôn đúc sàn, là tĩnh tải tác dụng lên kết cấu khuôn đúc sàn.[cần dẫn nguồn]

### Tải trọng động
Tải trọng động là lực gây ra do các vật thể bên ngoài kết cấu tác động vào kết cấu công trình trong khi chúng đang chuyển động có hướng vào kết cấu công trình. và gây ra gia tốc chuyển vị cho các phần tử của kết cấu.
Thí dụ: trọng lực người di chuyển trên công trình kiến trúc sẽ là tải trọng động.

### Tải trọng gió
Tải trọng gió là lực đẩy ngang của gió, tác động vào công trình xây dựng. Tải trọng gió là một loại tải trọng động đặc biệt.

### Động đất
Hiện tượng nứt gãy trong lòng vỏ quả đất làm cho bề mặt trái đất bị thay đổi. Sứt nứt gãy này làm nên một chấn động từ tâm vùng bị nứt đến bề mặt trái đất.